# Spectrométrie photoélectronique UV
La spectrométrie photoélectronique UV (en anglais UV photoelectron spectroscopy : UPS) est une méthode de spectrométrie photoélectronique qui implique la mesure des spectres de photoélectrons induits par des photons ultraviolets (UV). Elle est utilisée pour étudier les niveaux d'énergie de la couche de valence et les liaisons chimiques, surtout le caractère liant des orbitales moléculaires. 
Cette méthode a été développée originellement pour des molécules en phase gazeuse en 1962 par David W. Turner (en), les autres pionniers sont David C. Frost, J.H.D. Eland and K. Kimura. Plus tard, Richard Smalley modifia la technique et utilisa un laser UV pour exciter l'échantillon, afin de mesurer l'énergie de liaison d'électrons de clusters moléculaires gazeux.
Selon la loi photoélectrique d'Einstein pour une molécule libre, l'énergie cinétique (Ec) d'un photoélectron émis est 
{\displaystyle E_{c}=h\nu -I\,},
où h est la constante de Planck, ν est la fréquence de la lumière ionisante, et I est une énergie d'ionisation qui correspond à l'énergie d'une orbitale moléculaire occupée (pas nécessairement la plus haute).
Avant 1960, presque toutes les mesures d'énergies cinétiques des photoélectrons étaient réalisées sur des électrons émis par des métaux et d'autres surfaces solides. Vers 1956 Kai Siegbahn développe la spectrométrie photoélectronique X (XPS) pour l'analyse chimique des surfaces solides. Cette méthode emploie les sources de rayons X pour étudier les niveaux d'énergie des électrons de cœur atomiques. À l'époque, la résolution en énergie était de l'ordre de 1 eV (électron-volt).
La méthode utilisant des photons ultraviolets (UPS) fut développée afin d'étudier les spectres photoélectroniques des molécules libres en phase gaz par David W. Turner, physico-chimiste au Imperial College (Londres) puis à l'université d'Oxford, dans une série de publications entre 1962 et 1967,. Comme source de photons, il emploie une lampe à décharge d'hélium qui émet à une longueur d'onde de 58,4 nm (ce qui correspond à une énergie de 21,2 eV) dans l'ultraviolet à vide. Avec cette source le groupe de Turner atteint une résolution en énergie de 0,02 eV. La méthode UV est limitée aux niveaux d'énergie de la couche de valence, mais elle les mesure avec une meilleure précision que la méthode employant des rayons X. Après 1967, des spectromètres UPS commerciaux sont disponibles.
Cette méthode mesure les énergies expérimentales des orbitales moléculaires, qui peuvent être comparées avec les valeurs théoriques provenant de la chimie quantique, aussi grandement développée dans les années 1960. Le spectre photoélectronique d'une molécule contient une série de pics, chaque niveau d'énergie correspondant à une orbitale moléculaire dans la région de valence. Aussi, la haute résolution permet l'observation de la structure fine due aux niveaux vibrationnels de l'ion moléculaire, ce qui facilite l'attribution des pics aux orbitales moléculaires liantes, nonliantes ou antiliantes.
La méthode est ensuite appliquée à l'étude des surfaces solides, pour lesquelles on emploie généralement le terme de "spectroscopie de photoémission". Elle est particulièrement sensible à la région superficielle, jusqu'à la profondeur maximale d'où les électrons peuvent être émis qui est de l'ordre de 0,1 à 1 nm. Elle est alors employée à l'étude des espèces adsorbées et de leur liaisons à la surface, ainsi que de leur orientation sur la surface. 
La spectrométrie photoélectronique UV a vécu une récente renaissance due à la disponibilité croissante des synchrotrons comme sources de lumière qui peuvent fournir des photons monochromatiques dans une gamme large d'énergie.

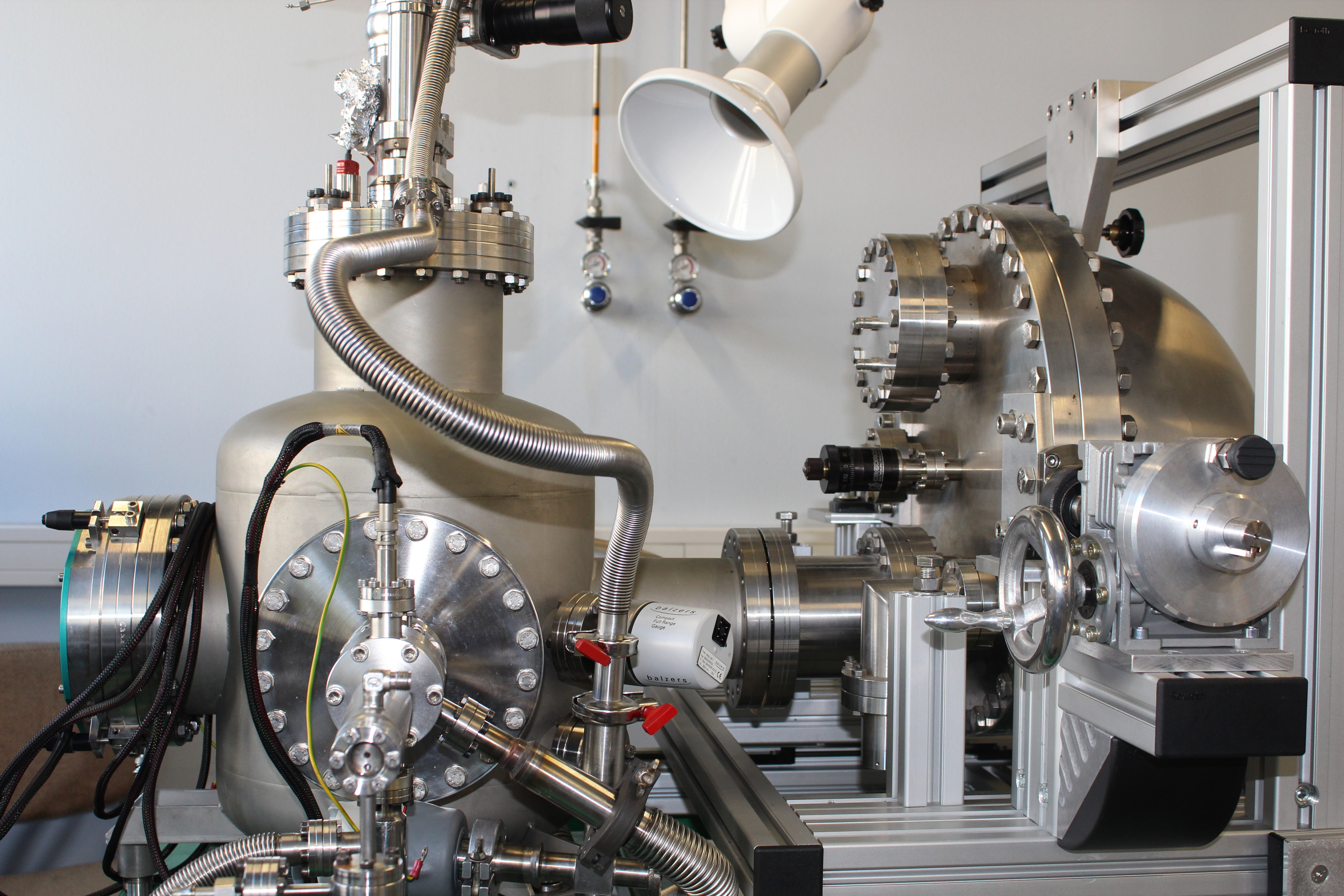
UPS en phase gazeuse (Nommé ATHANOR), fait "maison" au laboratoire IPREM. Dr. JM Sotiropoulos, CNRS

En ce qui concerne la spectroscopie photoélectronique UV, en phase gazeuse, très peu d'appareillage existe actuellement dans le monde et uniquement 3 en France. Ils sont développés à Pau dans le groupe du Dr. Jean-Marc Sotiropoulos (Directeur de Recherche CNRS, Pau, IPREM).